# Auerbachbasis
Eine Auerbachbasis  ist eine linear unabhängige Teilmenge eines
normierten Vektorraums mit speziellen Eigenschaften.

## Definition
Sei {\displaystyle X} ein normierter Vektorraum.  Eine Menge {\displaystyle A\subseteq X} heißt Auerbachbasis von X, wenn die folgenden Bedingungen erfüllt sind:
- Die lineare Hülle der Menge {\displaystyle A} liegt dicht in {\displaystyle X}.
- Für jedes {\displaystyle a\in A} gilt  {\displaystyle \|a\|=\inf\{\|a-b\|:b\in [A\setminus \{a\}]\}}, wobei {\displaystyle [B]} der Abschluss der linearen Hülle der Menge  {\displaystyle B} sein soll.
- Die Menge {\displaystyle A} ist linear unabhängig. (Diese Bedingung folgt aus der vorigen; es muss sogar für alle {\displaystyle x\in A} die Beziehung {\displaystyle x\notin [A\setminus \{x\}]} gelten.)

Eine Auerbachbasis {\displaystyle A} heißt normierte Auerbachbasis, wenn alle Vektoren der Menge {\displaystyle A} die Norm 1 haben.

## Motivation und Geschichte
In jedem endlichdimensionalen Hilbertraum gilt die Gleichung
{\displaystyle \|x\|=\inf\{\|x-y\|:y\in [B]\}}
genau dann, wenn der Vektor {\displaystyle x} auf den durch {\displaystyle B} erzeugten Teilraum normal steht.  In diesem Sinn ist
der Begriff der normierten Auerbachbasis eine Verallgemeinerung des Begriffs der Orthonormalbasis.
Dieser Begriff  wurde in der Dissertation von Herman Auerbach definiert. Die Dissertation selbst, die im Jahr 1929 geschrieben wurde, gilt als verschollen.  Sie wird aber in einer Monographie von Stefan Banach aus dem Jahr 1932 erwähnt.

## Äquivalente Definitionen
In einen Banachraum X ist eine Menge A von Vektoren
genau dann eine normierte Auerbachbasis, wenn die folgenden Bedingungen gelten:
1. {\displaystyle [A]=X}.
2. Für jedes {\displaystyle a\in A} gilt  {\displaystyle a\notin [A\setminus \{a\}]}
3. Für jedes {\displaystyle a\in A} gilt die Normierungsbedingung {\displaystyle \|a\|=1}
4. Es gibt eine Menge {\displaystyle \{f_{a}:a\in A\}} von stetigen linearen Funktionalen auf {\displaystyle X}  (also eine Teilmenge des topologischen Dualraums) mit den Eigenschaften
  - {\displaystyle f_{a}(b)=\delta _{ab}} für alle {\displaystyle a,b\in A}.  Dabei ist {\displaystyle \delta _{ab}} das Kronecker-Delta.
  - {\displaystyle \|f_{a}\|=1} für alle {\displaystyle a\in A}.

Zum Beweis verwendet man den Satz von Hahn-Banach.
Für Vektorräume mit endlicher Dimension bedeuten die Bedingungen 1+2 einfach, dass A eine Basis ist. In endlichdimensionalen normierten Vektorräumen sagt das Lemma von Auerbach, dass es immer eine Auerbachbasis gibt.